# Orcaella
Orcaella là một chi động vật có vú trong họ Delphinidae, bộ Cetacea. Chi này được Gray miêu tả năm 1866. Loài điển hình của chi này là Orca (Orcaella) brevirostris Owen in Gray, 1866.

## Hình ảnh

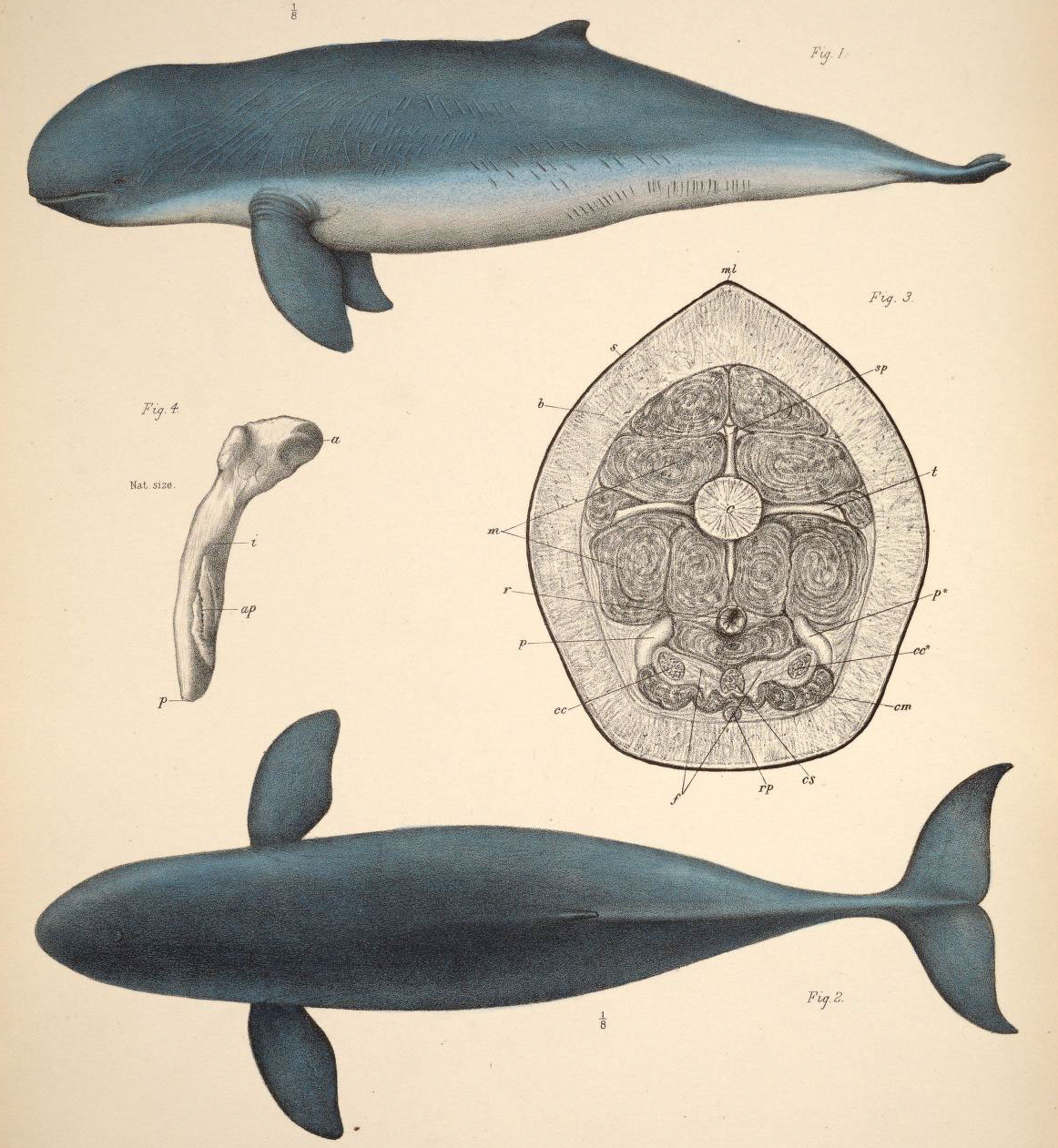
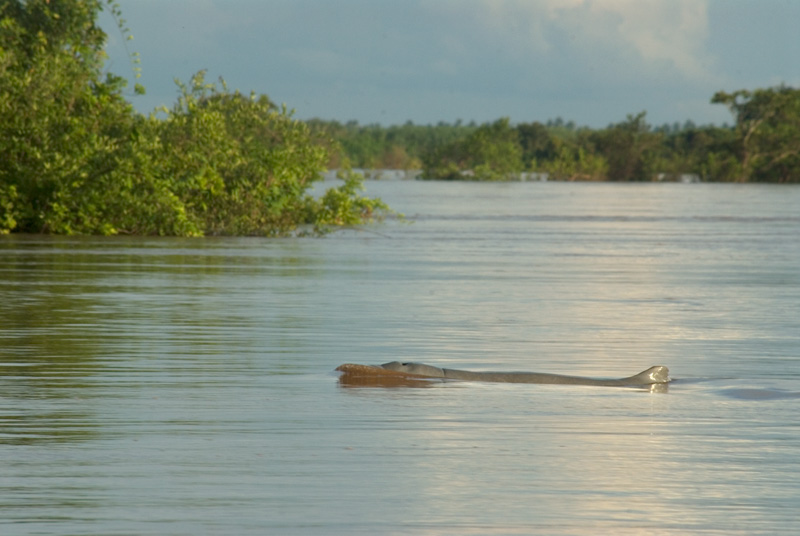
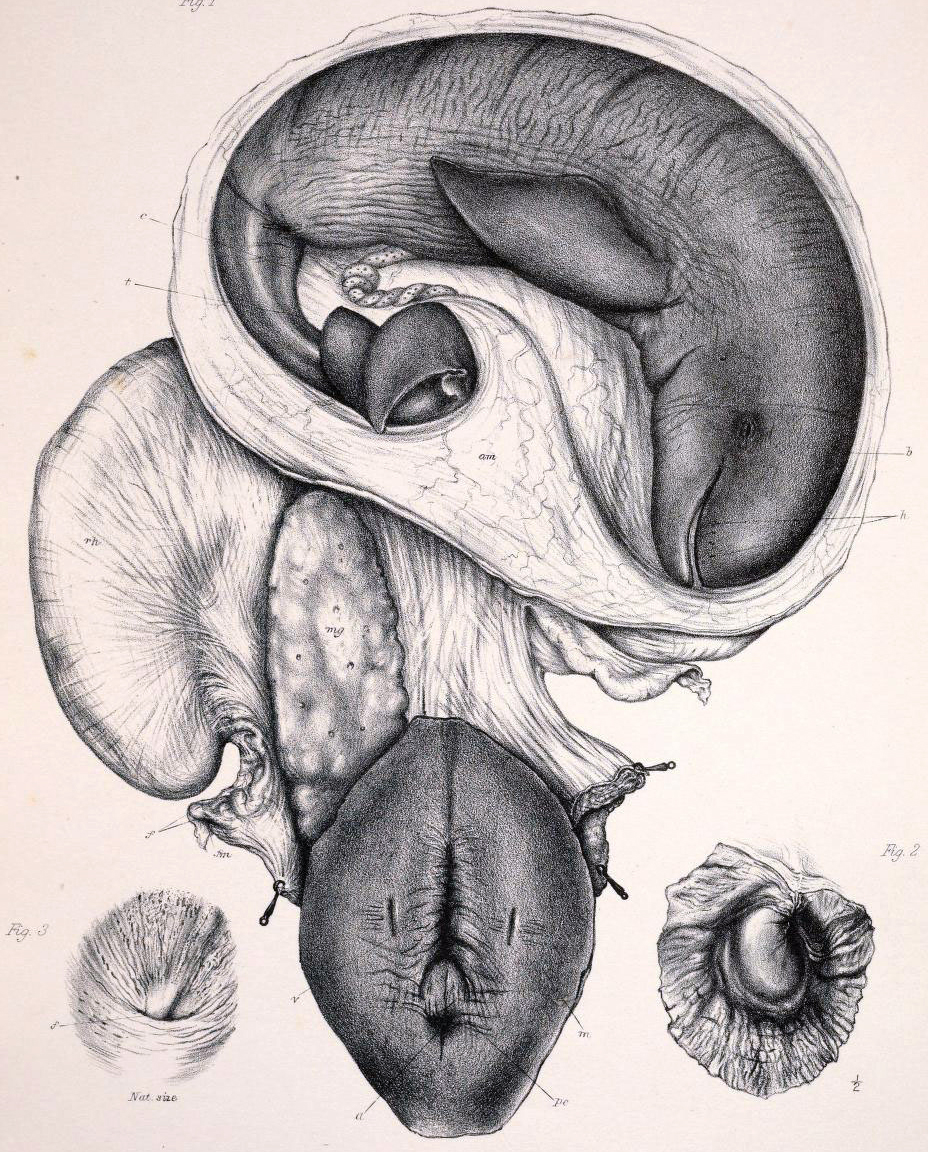

## Các loài
Chi này gồm các loài:
- Orcaella heinsohni
- Orcaella brevirostris